# Lycorideae
Lycorideae är ett tribus i familjen amaryllisväxter med två släkten från Asien. 

## Släkten
Tempelliljesläktet (Lycoris), som har runda köttiga frön och Ungernia har torra platta frön.